# لويس وايت بيك
لويس وايت بيك (بالإنجليزية: Lewis White Beck)‏ هو فيلسوف أمريكي، ولد في 26 سبتمبر 1913 في غريفين في الولايات المتحدة، وتوفي في 7 يونيو 1997 في روتشستر في الولايات المتحدة.